# Réseau de bus Vallée du Loing - Nemours
Le réseau de bus Vallée du Loing - Nemours est un réseau de transports en commun par autobus et autocars circulant en Île-de-France, organisé par l'autorité organisatrice Île-de-France Mobilités. Il sera exploité par le groupe Transdev à travers la société Transdev Vallée du Loing à partir du 1er août 2023.
Il se compose de 37 lignes qui desservent la communauté de communes Pays de Nemours.

## Histoire

### Lignes issues du réseau de bus STILL
Le réseau de bus STILL (Service de transports intercommunaux Loing Lunain) est un ancien réseau de bus opérant sur le sud du département de Seine-et-Marne, basé à Nemours. Le réseau est exploité par le groupe Transdev, via deux sociétés, Transdev Interval et Transdev Nemours. En 2007, l'ancien réseau urbain de Nemours, Trans Val-du-Loing (TVL), a été fusionné avec STILL dont les anciennes lignes sont celles de 1 à 6.

## Développement du réseau

### Ouverture à la concurrence
En raison de l'ouverture à la concurrence des transports en commun en Île-de-France, le réseau de bus Vallée du Loing - Nemours est créé le 1er août 2023, correspondant à la délégation de service public numéro 17 établie par Île-de-France Mobilités. Un appel d'offres a donc été lancé par l'autorité organisatrice afin de désigner une entreprise qui exploitera le réseau pour une durée de cinq ans. C'est finalement Transdev, via sa filiale Transdev Vallée du Loing, qui a été désigné lors du conseil d'administration du 7 décembre 2022.
À la date de son ouverture à la concurrence, le réseau se composait des lignes 1, 2, 3, 4, 5, 7A, 7B, 7C, 7D, 8A, 8B, 9A, 9B, 9C, 9D, 10, 11A, 11B, 11C, 11D, 12, 13A, 13B, 13C, 14A, 14B, 17A, 17B, 18A, 18B et 18C du réseau de bus STILL et de la ligne 34 du réseau de bus Seine-et-Marne Express exploités par Transdev Nemours et des lignes 184.004, 184.005 et 184.006 des Cars Bleus.
À cette même date, un Bus Soirée au départ de la gare de Nemours est créé
Les anciennes lignes des Cars Bleus sont renumérotées : la ligne 184-004 est scindée en deux lignes 4004 et 4007 et les lignes 184-005 et 184-006 deviennent respectivement 4005 et 4006. D'ailleurs la ligne 4006 reprend entièrement la desserte entre La Chapelle-la-Reine et Garentreville anciennement partagé avec la ligne 4008.

### Renumérotation du réseau
Dès le 16 septembre 2024 le réseau de bus Vallée du Loing - Nemours prendra en compte le nouveau principe de numérotation régional unique planifié par Île-de-France Mobilités afin de supprimer les doublons, pour ce réseau la renumérotation a été faite de sortes à ce que les lignes commencent par l'indicatif «34» auquel est ajouté un chiffre lié à l'ancien numéro de la ligne si possible.
La correspondance entre anciens et nouveaux numéros est la suivante :
| Ancien numéro | Nouveau numéro |
| ------------- | -------------- |
| 1             | 3501           |
| 2             | 3502           |
| 3             | 3503           |
| 4             | 3504           |
| 5             | 3505           |
| 7A            | 3530           |
| 7B            | 3531           |
| 7C            | 3532           |
| 7D            | 3533           |
| 8A            | 3534           |
| 8B            | 3535           |
| 9A            | 3540           |
| 9B            | 3541           |
| 9C            | 3506           |
| 9D            | 3542           |
| 10            | 3543           |
| 11A           | 3510           |
| 11B           | 3511           |
| 11C           | 3512           |
| 11D           | 3513           |
| 12            | 3514           |
| 13A           | 3515           |
| 13B           | 3516           |
| 13C           | 3517           |
| 14A           | 3518           |
| 14B           | 3519           |
| 17A           | 3536           |
| 17B           | 3537           |
| 18A           | 3544           |
| 18B           | 3546           |
| 18C           | 3547           |
| 4004          | 3550           |
| 4005          | 3556           |
| 4006          | 3557           |
| 4007          | 3559           |

À cette même date le TàD Nemours sera renommé en « TàD Ligne Moret Seine et Loing », le TàD Nemours Centre en « TàD Nemours » et le Bus Soirée Nemours sera renommé en « Bus Soirée Nemours - Saint Pierre »

## Lignes du réseau

### Ligne Express 34
| Ligne | Caractéristiques | Caractéristiques | Caractéristiques | Caractéristiques | Caractéristiques | Caractéristiques | Caractéristiques | Caractéristiques | Caractéristiques |
| 34    | Melun — Place de l'Ermitage (départ) ou Rue de l'Industrie (arrivée) ⥋ Château-Landon — Place Verdun ou Egreville — Piscine | Melun — Place de l'Ermitage (départ) ou Rue de l'Industrie (arrivée) ⥋ Château-Landon — Place Verdun ou Egreville — Piscine | Melun — Place de l'Ermitage (départ) ou Rue de l'Industrie (arrivée) ⥋ Château-Landon — Place Verdun ou Egreville — Piscine | Melun — Place de l'Ermitage (départ) ou Rue de l'Industrie (arrivée) ⥋ Château-Landon — Place Verdun ou Egreville — Piscine | Melun — Place de l'Ermitage (départ) ou Rue de l'Industrie (arrivée) ⥋ Château-Landon — Place Verdun ou Egreville — Piscine | Melun — Place de l'Ermitage (départ) ou Rue de l'Industrie (arrivée) ⥋ Château-Landon — Place Verdun ou Egreville — Piscine | Melun — Place de l'Ermitage (départ) ou Rue de l'Industrie (arrivée) ⥋ Château-Landon — Place Verdun ou Egreville — Piscine | Melun — Place de l'Ermitage (départ) ou Rue de l'Industrie (arrivée) ⥋ Château-Landon — Place Verdun ou Egreville — Piscine | Melun — Place de l'Ermitage (départ) ou Rue de l'Industrie (arrivée) ⥋ Château-Landon — Place Verdun ou Egreville — Piscine |
| ----- | --- | --- | --- | --- | --- | --- | --- | --- | --- |
| 34    | Ouverture / Fermeture — / — | Longueur — | Durée 35-75 min | Nb. d’arrêts 19 | Matériel — | Jours de fonctionnement L, Ma, Me, J, V, S, D                                                                               | Jour / Soir / Nuit / Fêtes O / N / N / O                                                                                    | Voy. / an — | Dépôt — |
| 34    | Desserte : - Villes et lieux desservis : Melun (tribunal judiciaire, institut des métiers de l'artisanat de Melun Val de Seine), Fontainebleau (chapelle du Carmel de Fontainebleau, gymnase Lagrosse, école nationale supérieure des mines de Paris, institut supérieur d'ingénierie et de gestion de l'environnement, château, hôtel de ville, église Saint-Louis de Fontainebleau), Bourron-Marlotte, Grez-sur-Loing (mairie, église Notre-Dame-et-Saint-Laurent de Grez-sur-Loing), Saint-Pierre-lès-Nemours (parc de la Roche-Fontaine, collège et lycée de l'institution La Salle Sainte-Marie), Nemours (hôtel de ville, police municipale), Bagneaux-sur-Loing, Souppes-sur-Loing (office de tourisme, cimetière, hôtel de vile, police municipale, église Saint-Clair-et-Saint-Léger, base de loisirs, zone d'activité économique de la Rue des Industries, zone d'activité économique et centre commercial du Val de Loing), Château-Landon (hôtel de ville, cimetière, église Notre-Dame-de-l'Assomption, gendarmerie, collège Pierre-Roux, gymnase), Égreville (piscine, hôtel de ville, église Saint-Martin) - Gares desservies : Melun, Bagneaux-sur-Loing (depuis l'arrêt Hôtel de Ville), Nemours - Saint-Pierre | | | | | | | | |
| 34    | Autre : - Zone traversée : 5. - Arrêts non accessibles aux UFR : Rue de l'Industrie, Gare Carnot, Quai Victor Hugo, Gare de Souppes Château-Landon - Amplitudes horaires : La ligne fonctionne du lundi au vendredi de 5 h à 23 h 30, le samedi de 6 h 30 à 0 h 30 et les dimanches et fêtes de 6 h 25 à 20 h 55. - Particularités : - Le matin et le soir du lundi au samedi, de nombreux services partiels sont assurés entre Nemours — Quai Victor Hugo et Melun. - La desserte d'Égreville est observée à raison de quelques courses du lundi au vendredi, vers Melun du matin au début de l'après-midi, et depuis cette dernière de la fin de matinée à la fin d'après-midi. - Le week-end et jours fériés, la ligne ne fonctionne qu'entre Melun et Château-Landon, et la gare de Souppes - Château-Landon n'est pas desservie jusqu'au début de l'après-midi. - Date de dernière mise à jour : 5 août 2023. | | | | | | | | |
| 34    | Dernière actualisation : — | | | | | | | | |

### Lignes de 3501 à 3509
| Ligne | Caractéristiques | Caractéristiques | Caractéristiques | Caractéristiques | Caractéristiques | Caractéristiques | Caractéristiques | Caractéristiques | Caractéristiques |
| 3501  | Nemours — Cité Scolaire ⥋ Saint-Pierre-lès-Nemours — Canal | Nemours — Cité Scolaire ⥋ Saint-Pierre-lès-Nemours — Canal                                                            | Nemours — Cité Scolaire ⥋ Saint-Pierre-lès-Nemours — Canal                                                            | Nemours — Cité Scolaire ⥋ Saint-Pierre-lès-Nemours — Canal                                                            | Nemours — Cité Scolaire ⥋ Saint-Pierre-lès-Nemours — Canal                                                            | Nemours — Cité Scolaire ⥋ Saint-Pierre-lès-Nemours — Canal                                                            | Nemours — Cité Scolaire ⥋ Saint-Pierre-lès-Nemours — Canal                                                            | Nemours — Cité Scolaire ⥋ Saint-Pierre-lès-Nemours — Canal                                                            | Nemours — Cité Scolaire ⥋ Saint-Pierre-lès-Nemours — Canal                                                            |
| ----- | --- | --- | --- | --- | --- | --- | --- | --- | --- |
| 3501  | Ouverture / Fermeture — / — | Longueur — | Durée 20 (28) min | Nb. d’arrêts 16 (18)                                                                                                  | Matériel — | Jours de fonctionnement L, Ma, Me, J, V, S                                                                            | Jour / Soir / Nuit / Fêtes O / N / N / N                                                                              | Voy. / an — | Dépôt — |
| 3501  | Desserte : - Villes et lieux desservis : Nemours, Saint-Pierre-lès-Nemours et Bagneaux-sur-Loing - Gares desservies : Nemours - Saint-Pierre et Bagneaux-sur-Loing | | | | | | | | |
| 3501  | Autre : - Zone traversée : 5 - Arrêts non accessibles aux UFR : Gare Nemours Parvis - Amplitudes horaires : La ligne fonctionne du lundi au vendredi de 5 h 30 à 20 h 40 et le samedi à raison de deux courses par sens le matin. - Particularités : La ligne compte deux services scolaires ; - la desserte des collèges et du lycée polyvalent de Nemours, en période scolaire du lundi au vendredi à raison d'un aller le matin, d'un retour à midi, puis de deux autres l'après-midi ; - la desserte du collège Vasco de Gama, en période scolaire du lundi au vendredi à raison d'un aller le matin et d'un retour le mercredi midi ou de deux les autres jours durant l'après-midi. - Date de dernière mise à jour : 10 mars 2023. | | | | | | | | |
| 3501  | Dernière actualisation : — | | | | | | | | |
| 3502  | Nemours — Gare Nemours Parvis ⥋ Saint-Pierre-lès-Nemours — Les Grèves / Guinebert | Nemours — Gare Nemours Parvis ⥋ Saint-Pierre-lès-Nemours — Les Grèves / Guinebert                                     | Nemours — Gare Nemours Parvis ⥋ Saint-Pierre-lès-Nemours — Les Grèves / Guinebert                                     | Nemours — Gare Nemours Parvis ⥋ Saint-Pierre-lès-Nemours — Les Grèves / Guinebert                                     | Nemours — Gare Nemours Parvis ⥋ Saint-Pierre-lès-Nemours — Les Grèves / Guinebert                                     | Nemours — Gare Nemours Parvis ⥋ Saint-Pierre-lès-Nemours — Les Grèves / Guinebert                                     | Nemours — Gare Nemours Parvis ⥋ Saint-Pierre-lès-Nemours — Les Grèves / Guinebert                                     | Nemours — Gare Nemours Parvis ⥋ Saint-Pierre-lès-Nemours — Les Grèves / Guinebert                                     | Nemours — Gare Nemours Parvis ⥋ Saint-Pierre-lès-Nemours — Les Grèves / Guinebert                                     |
| 3502  | Ouverture / Fermeture — / — | Longueur — | Durée 15 (10) min | Nb. d’arrêts 12 (14)                                                                                                  | Matériel — | Jours de fonctionnement L, Ma, Me, J, V, S                                                                            | Jour / Soir / Nuit / Fêtes O / N / N / N                                                                              | Voy. / an — | Dépôt — |
| 3502  | Desserte : - Villes et lieux desservis : Nemours et Saint-Pierre-lès-Nemours - Gare desservie : Nemours - Saint-Pierre | | | | | | | | |
| 3502  | Autre : - Zone traversée : 5 - Arrêts non accessibles aux UFR : — - Amplitudes horaires : La ligne fonctionne du lundi au vendredi de 5 h à 20 h 25 et le samedi à raison de deux courses par sens le matin. - Particularités : - L'arrêt Nemours — Cité scolaire est desservi du lundi au vendredi en période scolaire aux heures d'entrée et de sortie de l'établissement. - Il existe des services du lundi au vendredi en période scolaire qui circulent entre Nemours — Gare Nemours Parvis et Saint-Pierre — Collège Vasco. - Date de dernière mise à jour : 10 mars 2023. | | | | | | | | |
| 3502  | Dernière actualisation : — | | | | | | | | |
| 3503  | Nemours — Gare Nemours Parvis ⥋ Montcourt-Fromonville — L'Étang Sec | Nemours — Gare Nemours Parvis ⥋ Montcourt-Fromonville — L'Étang Sec                                                   | Nemours — Gare Nemours Parvis ⥋ Montcourt-Fromonville — L'Étang Sec                                                   | Nemours — Gare Nemours Parvis ⥋ Montcourt-Fromonville — L'Étang Sec                                                   | Nemours — Gare Nemours Parvis ⥋ Montcourt-Fromonville — L'Étang Sec                                                   | Nemours — Gare Nemours Parvis ⥋ Montcourt-Fromonville — L'Étang Sec                                                   | Nemours — Gare Nemours Parvis ⥋ Montcourt-Fromonville — L'Étang Sec                                                   | Nemours — Gare Nemours Parvis ⥋ Montcourt-Fromonville — L'Étang Sec                                                   | Nemours — Gare Nemours Parvis ⥋ Montcourt-Fromonville — L'Étang Sec                                                   |
| 3503  | Ouverture / Fermeture — / — | Longueur — | Durée 15 (25) min | Nb. d’arrêts 11 (14)                                                                                                  | Matériel — | Jours de fonctionnement L, Ma, Me, J, V, S                                                                            | Jour / Soir / Nuit / Fêtes O / N / N / N                                                                              | Voy. / an — | Dépôt — |
| 3503  | Desserte : - Villes et lieux desservis : Nemours, Saint-Pierre-lès-Nemours et Montcourt-Fromonville - Gare desservie : Nemours - Saint-Pierre | | | | | | | | |
| 3503  | Autre : - Zone traversée : 5 - Arrêts non accessibles aux UFR : — - Amplitudes horaires : La ligne fonctionne du lundi au vendredi de 5 h à 20 h 30 et le samedi de 9 h 10 à 12 h 50. - Particularités : Il existe des services du lundi au vendredi en période scolaire qui circulent entre Montcourt-Fromonville — L'Étang Sec et Saint-Pierre — Collège Vasco ou Nemours — Cité scolaire aux heures d'entrée et de sortie des établissements. - Date de dernière mise à jour : 10 mars 2023. | | | | | | | | |
| 3503  | Dernière actualisation : — | | | | | | | | |
| 3504  | Nemours — Gare Nemours Parvis ⥋ Nemours — Carrefour de l'Europe via Les Blés d'Or | Nemours — Gare Nemours Parvis ⥋ Nemours — Carrefour de l'Europe via Les Blés d'Or                                     | Nemours — Gare Nemours Parvis ⥋ Nemours — Carrefour de l'Europe via Les Blés d'Or                                     | Nemours — Gare Nemours Parvis ⥋ Nemours — Carrefour de l'Europe via Les Blés d'Or                                     | Nemours — Gare Nemours Parvis ⥋ Nemours — Carrefour de l'Europe via Les Blés d'Or                                     | Nemours — Gare Nemours Parvis ⥋ Nemours — Carrefour de l'Europe via Les Blés d'Or                                     | Nemours — Gare Nemours Parvis ⥋ Nemours — Carrefour de l'Europe via Les Blés d'Or                                     | Nemours — Gare Nemours Parvis ⥋ Nemours — Carrefour de l'Europe via Les Blés d'Or                                     | Nemours — Gare Nemours Parvis ⥋ Nemours — Carrefour de l'Europe via Les Blés d'Or                                     |
| 3504  | Ouverture / Fermeture — / — | Longueur — | Durée 26 (28) min | Nb. d’arrêts 13 (14)                                                                                                  | Matériel — | Jours de fonctionnement L, Ma, Me, J, V, S, D                                                                         | Jour / Soir / Nuit / Fêtes O / O / N / O                                                                              | Voy. / an — | Dépôt — |
| 3504  | Desserte : - Villes et lieux desservis : Nemours et Saint-Pierre-lès-Nemours - Gare desservie : Nemours - Saint-Pierre | | | | | | | | |
| 3504  | Autre : - Zone traversée : 5 - Arrêts non accessibles aux UFR : — - Amplitudes horaires : La ligne fonctionne du lundi au vendredi de 4 h 55 à 23 h 45, le samedi de 5 h 10 à 23 h 45 et les dimanches et fêtes de 9 h 10 à 21 h 45. - Particularités : L'arrêt Nemours — Cité scolaire est desservi du lundi au vendredi en période scolaire aux heures d'entrée et de sortie de l'établissement. - Date de dernière mise à jour : 10 mars 2023. | | | | | | | | |
| 3504  | Dernière actualisation : — | | | | | | | | |
| 3505  | Nemours — Gare Nemours Parvis ⥋ Nemours — Carrefour de l'Europe via Inter Sud | Nemours — Gare Nemours Parvis ⥋ Nemours — Carrefour de l'Europe via Inter Sud                                         | Nemours — Gare Nemours Parvis ⥋ Nemours — Carrefour de l'Europe via Inter Sud                                         | Nemours — Gare Nemours Parvis ⥋ Nemours — Carrefour de l'Europe via Inter Sud                                         | Nemours — Gare Nemours Parvis ⥋ Nemours — Carrefour de l'Europe via Inter Sud                                         | Nemours — Gare Nemours Parvis ⥋ Nemours — Carrefour de l'Europe via Inter Sud                                         | Nemours — Gare Nemours Parvis ⥋ Nemours — Carrefour de l'Europe via Inter Sud                                         | Nemours — Gare Nemours Parvis ⥋ Nemours — Carrefour de l'Europe via Inter Sud                                         | Nemours — Gare Nemours Parvis ⥋ Nemours — Carrefour de l'Europe via Inter Sud                                         |
| 3505  | Ouverture / Fermeture — / — | Longueur — | Durée 15 (18) min | Nb. d’arrêts 14 (16)                                                                                                  | Matériel — | Jours de fonctionnement L, Ma, Me, J, V, S, D                                                                         | Jour / Soir / Nuit / Fêtes O / N / N / O                                                                              | Voy. / an — | Dépôt — |
| 3505  | Desserte : - Villes et lieux desservis : Nemours et Saint-Pierre-lès-Nemours - Gare desservie : Nemours - Saint-Pierre | | | | | | | | |
| 3505  | Autre : - Zone traversée : 5 - Arrêts non accessibles aux UFR : — - Amplitudes horaires : La ligne fonctionne du lundi au samedi de 4 h 55 à 23 h 40 et les dimanches et fêtes de 8 h 50 à 22 h. - Particularités : Les arrêts Nemours — Cité scolaire et Rue d'Égreville sont desservis du lundi au vendredi en période scolaire aux heures d'entrée et de sortie de l'établissement. - Date de dernière mise à jour : 10 mars 2023. | | | | | | | | |
| 3505  | Dernière actualisation : — | | | | | | | | |
| 3506  | Nemours — Gare Nemours Parvis (Nemours — Cité scolaire (doublages en période scolaire) ⥋ Darvault — Château / Le Clos | Nemours — Gare Nemours Parvis (Nemours — Cité scolaire (doublages en période scolaire) ⥋ Darvault — Château / Le Clos | Nemours — Gare Nemours Parvis (Nemours — Cité scolaire (doublages en période scolaire) ⥋ Darvault — Château / Le Clos | Nemours — Gare Nemours Parvis (Nemours — Cité scolaire (doublages en période scolaire) ⥋ Darvault — Château / Le Clos | Nemours — Gare Nemours Parvis (Nemours — Cité scolaire (doublages en période scolaire) ⥋ Darvault — Château / Le Clos | Nemours — Gare Nemours Parvis (Nemours — Cité scolaire (doublages en période scolaire) ⥋ Darvault — Château / Le Clos | Nemours — Gare Nemours Parvis (Nemours — Cité scolaire (doublages en période scolaire) ⥋ Darvault — Château / Le Clos | Nemours — Gare Nemours Parvis (Nemours — Cité scolaire (doublages en période scolaire) ⥋ Darvault — Château / Le Clos | Nemours — Gare Nemours Parvis (Nemours — Cité scolaire (doublages en période scolaire) ⥋ Darvault — Château / Le Clos |
| 3506  | Ouverture / Fermeture — / — | Longueur — | Durée 15 (8) min | Nb. d’arrêts 11 (6)                                                                                                   | Matériel — | Jours de fonctionnement L, Ma, Me, J, V                                                                               | Jour / Soir / Nuit / Fêtes O / N / N / N                                                                              | Voy. / an — | Dépôt — |
| 3506  | Desserte : - Villes et lieux desservis : Saint-Pierre-lès-Nemours, Nemours et Darvault - Gare desservie : Nemours - Saint-Pierre | | | | | | | | |
| 3506  | Autre : - Zone traversée : 5 - Arrêts non accessibles aux UFR : — - Amplitudes horaires : La ligne fonctionne du lundi au vendredi en période scolaire de 5 h 5 à 11 h 25 puis de 12 h 35 à 20 h 30. - du lundi au vendredi en période de vacances scolaires de 6 h 30 à 7 h 25 puis de 18 h à 19 h. - Particularités : Du lundi au vendredi en période scolaire, des courses sont assurées entre Darvault et la cité scolaire de Nemours. - Date de dernière mise à jour : 10 mars 2023. | | | | | | | | |
| 3506  | Dernière actualisation : — | | | | | | | | |

### Lignes de 3510 à 3519
| Ligne | Caractéristiques | Caractéristiques                                                                                             | Caractéristiques                                                                                             | Caractéristiques                                                                                             | Caractéristiques                                                                                             | Caractéristiques                                                                                             | Caractéristiques                                                                                             | Caractéristiques                                                                                             | Caractéristiques                                                                                             |
| 3510  | Souppes-sur-Loing — Le Coudray ⥋ Souppes — Gare SNCF / Nemours — Cité scolaire (à certaines heures) | Souppes-sur-Loing — Le Coudray ⥋ Souppes — Gare SNCF / Nemours — Cité scolaire (à certaines heures)          | Souppes-sur-Loing — Le Coudray ⥋ Souppes — Gare SNCF / Nemours — Cité scolaire (à certaines heures)          | Souppes-sur-Loing — Le Coudray ⥋ Souppes — Gare SNCF / Nemours — Cité scolaire (à certaines heures)          | Souppes-sur-Loing — Le Coudray ⥋ Souppes — Gare SNCF / Nemours — Cité scolaire (à certaines heures)          | Souppes-sur-Loing — Le Coudray ⥋ Souppes — Gare SNCF / Nemours — Cité scolaire (à certaines heures)          | Souppes-sur-Loing — Le Coudray ⥋ Souppes — Gare SNCF / Nemours — Cité scolaire (à certaines heures)          | Souppes-sur-Loing — Le Coudray ⥋ Souppes — Gare SNCF / Nemours — Cité scolaire (à certaines heures)          | Souppes-sur-Loing — Le Coudray ⥋ Souppes — Gare SNCF / Nemours — Cité scolaire (à certaines heures)          |
| ----- | --- | --- | --- | --- | --- | --- | --- | --- | --- |
| 3510  | Ouverture / Fermeture — / — | Longueur —                                                                                                   | Durée 15-40 min                                                                                              | Nb. d’arrêts 18                                                                                              | Matériel —                                                                                                   | Jours de fonctionnement L, Ma, Me, J, V, S                                                                   | Jour / Soir / Nuit / Fêtes O / N / N / N                                                                     | Voy. / an —                                                                                                  | Dépôt — |
| 3510  | Desserte : - Villes et lieux desservis : Souppes-sur-Loing, Bagneaux-sur-Loing, Poligny et Nemours - Gare desservie : Souppes - Château-Landon | | | | | | | | |
| 3510  | Autre : - Zone traversée : 5 - Arrêts non accessibles aux UFR : — - Amplitudes horaires : La ligne fonctionne du lundi au vendredi en période scolaire de 6 h 40 à 8 h 25 puis de 16 h 20 à 18 h 10 / de 12 h 35 à 13 h 55 (le mercredi uniquement) et le samedi matin de 6 h 40 à 7 h 15 vers Nemours uniquement. - Date de dernière mise à jour : 10 mars 2023. | | | | | | | | |
| 3510  | Dernière actualisation : — | | | | | | | | |
| 3511  | Château-Landon — Pont de Dordives ⥋ Nemours — Cité scolaire | Château-Landon — Pont de Dordives ⥋ Nemours — Cité scolaire                                                  | Château-Landon — Pont de Dordives ⥋ Nemours — Cité scolaire                                                  | Château-Landon — Pont de Dordives ⥋ Nemours — Cité scolaire                                                  | Château-Landon — Pont de Dordives ⥋ Nemours — Cité scolaire                                                  | Château-Landon — Pont de Dordives ⥋ Nemours — Cité scolaire                                                  | Château-Landon — Pont de Dordives ⥋ Nemours — Cité scolaire                                                  | Château-Landon — Pont de Dordives ⥋ Nemours — Cité scolaire                                                  | Château-Landon — Pont de Dordives ⥋ Nemours — Cité scolaire                                                  |
| 3511  | Ouverture / Fermeture — / — | Longueur —                                                                                                   | Durée 40-45 min                                                                                              | Nb. d’arrêts 19                                                                                              | Matériel —                                                                                                   | Jours de fonctionnement L, Ma, Me, J, V, S                                                                   | Jour / Soir / Nuit / Fêtes O / N / N / N                                                                     | Voy. / an —                                                                                                  | Dépôt — |
| 3511  | Desserte : - Villes et lieux desservis : Château-Landon, La Madeleine-sur-Loing, Poligny, Bagneaux-sur-Loing et Nemours - Gare desservie : Bagneaux-sur-Loing | | | | | | | | |
| 3511  | Autre : - Zone traversée : 5 - Arrêts non accessibles aux UFR : — - Amplitudes horaires : La ligne fonctionne en période scolaire du lundi au vendredi de 6 h 40 à 8 h 50 puis de 16 h 15 à 18 h / de 12 h 25 à 14 h 35 (le mercredi uniquement) et le samedi de 6 h 40 à 7 h 20 puis de 13 h 55 à 14 h 35. - Date de dernière mise à jour : 10 mars 2023. | | | | | | | | |
| 3511  | Dernière actualisation : — | | | | | | | | |
| 3512  | Souppes-sur-Loing — Le Coudray ⥋ Nemours — Cité scolaire | Souppes-sur-Loing — Le Coudray ⥋ Nemours — Cité scolaire                                                     | Souppes-sur-Loing — Le Coudray ⥋ Nemours — Cité scolaire                                                     | Souppes-sur-Loing — Le Coudray ⥋ Nemours — Cité scolaire                                                     | Souppes-sur-Loing — Le Coudray ⥋ Nemours — Cité scolaire                                                     | Souppes-sur-Loing — Le Coudray ⥋ Nemours — Cité scolaire                                                     | Souppes-sur-Loing — Le Coudray ⥋ Nemours — Cité scolaire                                                     | Souppes-sur-Loing — Le Coudray ⥋ Nemours — Cité scolaire                                                     | Souppes-sur-Loing — Le Coudray ⥋ Nemours — Cité scolaire                                                     |
| 3512  | Ouverture / Fermeture — / — | Longueur —                                                                                                   | Durée 30 min                                                                                                 | Nb. d’arrêts 14                                                                                              | Matériel —                                                                                                   | Jours de fonctionnement L, Ma, Me, J, V                                                                      | Jour / Soir / Nuit / Fêtes O / N / N / N                                                                     | Voy. / an —                                                                                                  | Dépôt — |
| 3512  | Desserte : - Villes et lieux desservis : Souppes-sur-Loing, Bagneaux-sur-Loing, Poligny et Nemours | | | | | | | | |
| 3512  | Autre : - Zone traversée : 5 - Arrêts non accessibles aux UFR : — - Amplitudes horaires : La ligne fonctionne du lundi au vendredi en période scolaire de 7 h 15 à 7 h 40 puis de 17 h 15 à 17 h 45 (sauf le mercredi). - Date de dernière mise à jour : 10 mars 2023. | | | | | | | | |
| 3512  | Dernière actualisation : — | | | | | | | | |
| 3513  | Bransles — Aristide Briand ⥋ Nemours — Cité scolaire (Gare Souppes durant les vacances scolaires) | Bransles — Aristide Briand ⥋ Nemours — Cité scolaire (Gare Souppes durant les vacances scolaires)            | Bransles — Aristide Briand ⥋ Nemours — Cité scolaire (Gare Souppes durant les vacances scolaires)            | Bransles — Aristide Briand ⥋ Nemours — Cité scolaire (Gare Souppes durant les vacances scolaires)            | Bransles — Aristide Briand ⥋ Nemours — Cité scolaire (Gare Souppes durant les vacances scolaires)            | Bransles — Aristide Briand ⥋ Nemours — Cité scolaire (Gare Souppes durant les vacances scolaires)            | Bransles — Aristide Briand ⥋ Nemours — Cité scolaire (Gare Souppes durant les vacances scolaires)            | Bransles — Aristide Briand ⥋ Nemours — Cité scolaire (Gare Souppes durant les vacances scolaires)            | Bransles — Aristide Briand ⥋ Nemours — Cité scolaire (Gare Souppes durant les vacances scolaires)            |
| 3513  | Ouverture / Fermeture — / — | Longueur —                                                                                                   | Durée 45 (15) min                                                                                            | Nb. d’arrêts 20 (9)                                                                                          | Matériel —                                                                                                   | Jours de fonctionnement L, Ma, Me, J, V                                                                      | Jour / Soir / Nuit / Fêtes O / N / N / N                                                                     | Voy. / an —                                                                                                  | Dépôt — |
| 3513  | Desserte : - Villes et lieux desservis : Bransles, Dordives, Souppes-sur-Loing, Bagneaux-sur-Loing, Poligny et Nemours - Gare desservie : Souppes - Château-Landon | | | | | | | | |
| 3513  | Autre : - Zone traversée : 5 - Arrêts non accessibles aux UFR : — - Amplitudes horaires : La ligne fonctionne : - du lundi au vendredi en période scolaire de 7 h à 7 h 45 puis de 17 h 30 à 20 h 5 / de 13 h 25 à 14 h 5 le mercredi uniquement ; - du lundi au vendredi en période de vacances scolaires de 6 h 15 à 6 h 65 puis de 17 h 45 à 20 h 5. - Date de dernière mise à jour : 10 mars 2023.                                                                  | | | | | | | | |
| 3513  | Dernière actualisation : — | | | | | | | | |
| 3514  | Château-Landon — Mézinville ⥋ Nemours — Cité scolaire | Château-Landon — Mézinville ⥋ Nemours — Cité scolaire                                                        | Château-Landon — Mézinville ⥋ Nemours — Cité scolaire                                                        | Château-Landon — Mézinville ⥋ Nemours — Cité scolaire                                                        | Château-Landon — Mézinville ⥋ Nemours — Cité scolaire                                                        | Château-Landon — Mézinville ⥋ Nemours — Cité scolaire                                                        | Château-Landon — Mézinville ⥋ Nemours — Cité scolaire                                                        | Château-Landon — Mézinville ⥋ Nemours — Cité scolaire                                                        | Château-Landon — Mézinville ⥋ Nemours — Cité scolaire                                                        |
| 3514  | Ouverture / Fermeture — / — | Longueur —                                                                                                   | Durée 60 min                                                                                                 | Nb. d’arrêts 28                                                                                              | Matériel —                                                                                                   | Jours de fonctionnement L, Ma, Me, J, V                                                                      | Jour / Soir / Nuit / Fêtes O / N / N / N                                                                     | Voy. / an —                                                                                                  | Dépôt — |
| 3514  | Desserte : - Villes et lieux desservis : Château-Landon, Chenou, Mondreville, Maisoncelles-en-Gâtinais, Bougligny, Souppes-sur-Loing, Bagneaux-sur-Loing, Poligny et Nemours - Gare desservie : Souppes - Château-Landon | | | | | | | | |
| 3514  | Autre : - Zone traversée : 5 - Arrêts non accessibles aux UFR : — - Amplitudes horaires : La ligne fonctionne du lundi au vendredi en période scolaire de 6 h 40 à 8 h 50 puis de 16 h 20 à 18 h 15 / de 12 h 20 à 14 h 25 (le mercredi uniquement). - Date de dernière mise à jour : 10 mars 2023. | | | | | | | | |
| 3514  | Dernière actualisation : — | | | | | | | | |
| 3515  | Aufferville — Place ⥋ Nemours — Cité scolaire | Aufferville — Place ⥋ Nemours — Cité scolaire                                                                | Aufferville — Place ⥋ Nemours — Cité scolaire                                                                | Aufferville — Place ⥋ Nemours — Cité scolaire                                                                | Aufferville — Place ⥋ Nemours — Cité scolaire                                                                | Aufferville — Place ⥋ Nemours — Cité scolaire                                                                | Aufferville — Place ⥋ Nemours — Cité scolaire                                                                | Aufferville — Place ⥋ Nemours — Cité scolaire                                                                | Aufferville — Place ⥋ Nemours — Cité scolaire                                                                |
| 3515  | Ouverture / Fermeture — / — | Longueur —                                                                                                   | Durée 25-50 min                                                                                              | Nb. d’arrêts 18                                                                                              | Matériel —                                                                                                   | Jours de fonctionnement L, Ma, Me, J, V                                                                      | Jour / Soir / Nuit / Fêtes O / N / N / N                                                                     | Voy. / an —                                                                                                  | Dépôt — |
| 3515  | Desserte : - Villes et lieux desservis : Aufferville, Chevrainvilliers, Châtenoy, Ormesson, Saint-Pierre-lès-Nemours et Nemours - Gare desservie : Nemours - Saint-Pierre | | | | | | | | |
| 3515  | Autre : - Zone traversée : 5 - Arrêts non accessibles aux UFR : — - Amplitudes horaires : La ligne fonctionne du lundi au vendredi en période scolaire de 6 h 15 à 8 h 50 puis de 16 h 15 à 17 h 55 / de 12 h 25 à 14 h 10 (le mercredi uniquement). - Date de dernière mise à jour : 10 mars 2023. | | | | | | | | |
| 3515  | Dernière actualisation : — | | | | | | | | |
| 3516  | Faÿ-lès-Nemours — Laveaux ⥋ Gare de Nemours - Parvis / Nemours — Cité scolaire (en période scolaire) | Faÿ-lès-Nemours — Laveaux ⥋ Gare de Nemours - Parvis / Nemours — Cité scolaire (en période scolaire)         | Faÿ-lès-Nemours — Laveaux ⥋ Gare de Nemours - Parvis / Nemours — Cité scolaire (en période scolaire)         | Faÿ-lès-Nemours — Laveaux ⥋ Gare de Nemours - Parvis / Nemours — Cité scolaire (en période scolaire)         | Faÿ-lès-Nemours — Laveaux ⥋ Gare de Nemours - Parvis / Nemours — Cité scolaire (en période scolaire)         | Faÿ-lès-Nemours — Laveaux ⥋ Gare de Nemours - Parvis / Nemours — Cité scolaire (en période scolaire)         | Faÿ-lès-Nemours — Laveaux ⥋ Gare de Nemours - Parvis / Nemours — Cité scolaire (en période scolaire)         | Faÿ-lès-Nemours — Laveaux ⥋ Gare de Nemours - Parvis / Nemours — Cité scolaire (en période scolaire)         | Faÿ-lès-Nemours — Laveaux ⥋ Gare de Nemours - Parvis / Nemours — Cité scolaire (en période scolaire)         |
| 3516  | Ouverture / Fermeture — / — | Longueur —                                                                                                   | Durée 15-25 min                                                                                              | Nb. d’arrêts 10-11                                                                                           | Matériel —                                                                                                   | Jours de fonctionnement L, Ma, Me, J, V                                                                      | Jour / Soir / Nuit / Fêtes O / N / N / N                                                                     | Voy. / an —                                                                                                  | Dépôt — |
| 3516  | Desserte : - Villes et lieux desservis : Faÿ-lès-Nemours, Saint-Pierre-lès-Nemours et Nemours - Gare desservie : Nemours - Saint-Pierre | | | | | | | | |
| 3516  | Autre : - Zone traversée : 5 - Arrêts non accessibles aux UFR : — - Amplitudes horaires : La ligne fonctionne : - du lundi au vendredi en période scolaire de 6 h 15 à 7 h 35 puis de 16 h 10 à 19 h 30 / de 12 h 20 à 19 h 30 (le mercredi uniquement) ; - du lundi au vendredi en période de vacances scolaires de 6 h 15 à 7 h 25 puis de 16 h 30 à 19 h 30. - Date de dernière mise à jour : 10 mars 2023.                                                          | | | | | | | | |
| 3516  | Dernière actualisation : — | | | | | | | | |
| 3517  | Beaumont-du-Gâtinais — Le Perray ⥋ Gare de Nemours - Foljuif / Nemours — Cité scolaire (en période scolaire) | Beaumont-du-Gâtinais — Le Perray ⥋ Gare de Nemours - Foljuif / Nemours — Cité scolaire (en période scolaire) | Beaumont-du-Gâtinais — Le Perray ⥋ Gare de Nemours - Foljuif / Nemours — Cité scolaire (en période scolaire) | Beaumont-du-Gâtinais — Le Perray ⥋ Gare de Nemours - Foljuif / Nemours — Cité scolaire (en période scolaire) | Beaumont-du-Gâtinais — Le Perray ⥋ Gare de Nemours - Foljuif / Nemours — Cité scolaire (en période scolaire) | Beaumont-du-Gâtinais — Le Perray ⥋ Gare de Nemours - Foljuif / Nemours — Cité scolaire (en période scolaire) | Beaumont-du-Gâtinais — Le Perray ⥋ Gare de Nemours - Foljuif / Nemours — Cité scolaire (en période scolaire) | Beaumont-du-Gâtinais — Le Perray ⥋ Gare de Nemours - Foljuif / Nemours — Cité scolaire (en période scolaire) | Beaumont-du-Gâtinais — Le Perray ⥋ Gare de Nemours - Foljuif / Nemours — Cité scolaire (en période scolaire) |
| 3517  | Ouverture / Fermeture — / — | Longueur —                                                                                                   | Durée 45-65 min                                                                                              | Nb. d’arrêts 21                                                                                              | Matériel —                                                                                                   | Jours de fonctionnement L, Ma, Me, J, V                                                                      | Jour / Soir / Nuit / Fêtes O / N / N / N                                                                     | Voy. / an —                                                                                                  | Dépôt — |
| 3517  | Desserte : - Villes et lieux desservis : Beaumont-du-Gâtinais, Gironville, Arville, Ichy, Obsonville, Aufferville, Chevrainvilliers, Châtenoy, Ormesson, Saint-Pierre-lès-Nemours et Nemours - Gare desservie : Nemours - Saint-Pierre | | | | | | | | |
| 3517  | Autre : - Zone traversée : 5 - Arrêts non accessibles aux UFR : — - Amplitudes horaires : La ligne fonctionne : - du lundi au vendredi en période scolaire de 6 h 35 à 8 h 45 puis de 16 h 15 à 20 h / de 13 h 25 à 20 h (le mercredi uniquement) ; - du lundi au vendredi en période de vacances scolaires de 6 h 30 à 7 h 35 puis de 17 h 55 à 20 h. - Date de dernière mise à jour : 10 mars 2023.                                                                   | | | | | | | | |
| 3517  | Dernière actualisation : — | | | | | | | | |
| 3518  | Château-Landon — Bruzelles ⥋ Souppes — Gare SNCF | Château-Landon — Bruzelles ⥋ Souppes — Gare SNCF                                                             | Château-Landon — Bruzelles ⥋ Souppes — Gare SNCF                                                             | Château-Landon — Bruzelles ⥋ Souppes — Gare SNCF                                                             | Château-Landon — Bruzelles ⥋ Souppes — Gare SNCF                                                             | Château-Landon — Bruzelles ⥋ Souppes — Gare SNCF                                                             | Château-Landon — Bruzelles ⥋ Souppes — Gare SNCF                                                             | Château-Landon — Bruzelles ⥋ Souppes — Gare SNCF                                                             | Château-Landon — Bruzelles ⥋ Souppes — Gare SNCF                                                             |
| 3518  | Ouverture / Fermeture — / — | Longueur —                                                                                                   | Durée 20 min                                                                                                 | Nb. d’arrêts 12                                                                                              | Matériel —                                                                                                   | Jours de fonctionnement L, Ma, Me, J, V                                                                      | Jour / Soir / Nuit / Fêtes O / N / N / N                                                                     | Voy. / an —                                                                                                  | Dépôt — |
| 3518  | Desserte : - Villes et lieux desservis : Château-Landon et Souppes-sur-Loing - Gare desservie : Souppes - Château-Landon | | | | | | | | |
| 3518  | Autre : - Zone traversée : 5 - Arrêts non accessibles aux UFR : — - Amplitudes horaires : La ligne fonctionne du lundi au vendredi de 4 h 35 à 7 h 25 puis de 17 h 45 à 20 h 50. - Date de dernière mise à jour : 10 mars 2023. | | | | | | | | |
| 3518  | Dernière actualisation : — | | | | | | | | |
| 3519  | (Circulaire) Souppes — Gare SNCF ⥋ Souppes-sur-Loing — Le Coudray | (Circulaire) Souppes — Gare SNCF ⥋ Souppes-sur-Loing — Le Coudray                                            | (Circulaire) Souppes — Gare SNCF ⥋ Souppes-sur-Loing — Le Coudray                                            | (Circulaire) Souppes — Gare SNCF ⥋ Souppes-sur-Loing — Le Coudray                                            | (Circulaire) Souppes — Gare SNCF ⥋ Souppes-sur-Loing — Le Coudray                                            | (Circulaire) Souppes — Gare SNCF ⥋ Souppes-sur-Loing — Le Coudray                                            | (Circulaire) Souppes — Gare SNCF ⥋ Souppes-sur-Loing — Le Coudray                                            | (Circulaire) Souppes — Gare SNCF ⥋ Souppes-sur-Loing — Le Coudray                                            | (Circulaire) Souppes — Gare SNCF ⥋ Souppes-sur-Loing — Le Coudray                                            |
| 3519  | Ouverture / Fermeture — / — | Longueur —                                                                                                   | Durée 20 min                                                                                                 | Nb. d’arrêts 15                                                                                              | Matériel —                                                                                                   | Jours de fonctionnement L, Ma, Me, J, V                                                                      | Jour / Soir / Nuit / Fêtes O / N / N / N                                                                     | Voy. / an —                                                                                                  | Dépôt — |
| 3519  | Desserte : - Ville et lieux desservis : Souppes-sur-Loing - Gare desservie : Souppes - Château-Landon | | | | | | | | |
| 3519  | Autre : - Zone traversée : 5 - Arrêts non accessibles aux UFR : — - Amplitudes horaires : La ligne fonctionne du lundi au vendredi de 4 h 35 à 8 h 10 puis de 17 h 15 à 20 h 45. - Particularités : - Le matin, les services partent de Le Coudray à destination de la gare, et le soir de la gare vers Cité Bellevue ; - La ligne part / termine à Collège - Foyer à raison d'un aller le matin et d'un retour le soir. - Date de dernière mise à jour : 10 mars 2023. | | | | | | | | |
| 3519  | Dernière actualisation : — | | | | | | | | |

### Lignes de 3530 à 3539
| Ligne | Caractéristiques | Caractéristiques                                                                                            | Caractéristiques                                                                                            | Caractéristiques                                                                                            | Caractéristiques                                                                                            | Caractéristiques                                                                                            | Caractéristiques                                                                                            | Caractéristiques                                                                                            | Caractéristiques                                                                                            |
| 3530  | Nemours — Cité scolaire ⥋ Fontainebleau — Stade de la Faisanderie | Nemours — Cité scolaire ⥋ Fontainebleau — Stade de la Faisanderie                                           | Nemours — Cité scolaire ⥋ Fontainebleau — Stade de la Faisanderie                                           | Nemours — Cité scolaire ⥋ Fontainebleau — Stade de la Faisanderie                                           | Nemours — Cité scolaire ⥋ Fontainebleau — Stade de la Faisanderie                                           | Nemours — Cité scolaire ⥋ Fontainebleau — Stade de la Faisanderie                                           | Nemours — Cité scolaire ⥋ Fontainebleau — Stade de la Faisanderie                                           | Nemours — Cité scolaire ⥋ Fontainebleau — Stade de la Faisanderie                                           | Nemours — Cité scolaire ⥋ Fontainebleau — Stade de la Faisanderie                                           |
| ----- | --- | --- | --- | --- | --- | --- | --- | --- | --- |
| 3530  | Ouverture / Fermeture — / — | Longueur —                                                                                                  | Durée 30-75 min                                                                                             | Nb. d’arrêts 31                                                                                             | Matériel —                                                                                                  | Jours de fonctionnement L, Ma, Me, J, V, S                                                                  | Jour / Soir / Nuit / Fêtes O / N / N / N                                                                    | Voy. / an —                                                                                                 | Dépôt — |
| 3530  | Desserte : - Villes et lieux desservis : Nemours, Saint-Pierre-lès-Nemours, Grez-sur-Loing, Montcourt-Fromonville, La Genevraye, Épisy, Montigny-sur-Loing, Bourron-Marlotte et Fontainebleau - Gares desservies : Nemours - Saint-Pierre, Montigny-sur-Loing et Bourron-Marlotte - Grez                                                                  | | | | | | | | |
| 3530  | Autre : - Zone traversée : 5 - Arrêts non accessibles aux UFR : — - Amplitudes horaires : La ligne fonctionne en période scolaire du lundi au vendredi de 7 h 15 à 9 h 15 puis de 16 h 40 à 19 h / de 11 h 45 à 17 h 5 (le mercredi uniquement) et le samedi de 7 h 15 à 8 h 15 puis de 12 h 35 à 13 h 50. - Date de dernière mise à jour : 10 mars 2023. | | | | | | | | |
| 3530  | Dernière actualisation : — | | | | | | | | |
| 3531  | Nemours — Cité scolaire ⥋ Avon — Lycée Uruguay | Nemours — Cité scolaire ⥋ Avon — Lycée Uruguay                                                              | Nemours — Cité scolaire ⥋ Avon — Lycée Uruguay                                                              | Nemours — Cité scolaire ⥋ Avon — Lycée Uruguay                                                              | Nemours — Cité scolaire ⥋ Avon — Lycée Uruguay                                                              | Nemours — Cité scolaire ⥋ Avon — Lycée Uruguay                                                              | Nemours — Cité scolaire ⥋ Avon — Lycée Uruguay                                                              | Nemours — Cité scolaire ⥋ Avon — Lycée Uruguay                                                              | Nemours — Cité scolaire ⥋ Avon — Lycée Uruguay                                                              |
| 3531  | Ouverture / Fermeture — / — | Longueur —                                                                                                  | Durée 40-85 min                                                                                             | Nb. d’arrêts 33                                                                                             | Matériel —                                                                                                  | Jours de fonctionnement L, Ma, Me, J, V                                                                     | Jour / Soir / Nuit / Fêtes O / N / N / N                                                                    | Voy. / an —                                                                                                 | Dépôt — |
| 3531  | Desserte : - Villes et lieux desservis : Nemours, Saint-Pierre-lès-Nemours, Montcourt-Fromonville, Grez-sur-Loing, La Genevraye, Épisy, Montigny-sur-Loing, Bourron-Marlotte, Fontainebleau et Avon - Gares desservies : Nemours - Saint-Pierre, Montigny-sur-Loing et Bourron-Marlotte - Grez                                                            | | | | | | | | |
| 3531  | Autre : - Zone traversée : 5 - Arrêts non accessibles aux UFR : — - Amplitudes horaires : La ligne fonctionne du lundi au vendredi en période scolaire de 7 h 20 à 9 h 5 puis de 16 h 50 à 18 h 45 / de 12 h 40 à 13 h 35 (le mercredi uniquement). - Date de dernière mise à jour : 10 mars 2023.                                                        | | | | | | | | |
| 3531  | Dernière actualisation : — | | | | | | | | |
| 3532  | Nemours — Cité scolaire ⥋ Grez-sur-Loing — Centre Grez | Nemours — Cité scolaire ⥋ Grez-sur-Loing — Centre Grez                                                      | Nemours — Cité scolaire ⥋ Grez-sur-Loing — Centre Grez                                                      | Nemours — Cité scolaire ⥋ Grez-sur-Loing — Centre Grez                                                      | Nemours — Cité scolaire ⥋ Grez-sur-Loing — Centre Grez                                                      | Nemours — Cité scolaire ⥋ Grez-sur-Loing — Centre Grez                                                      | Nemours — Cité scolaire ⥋ Grez-sur-Loing — Centre Grez                                                      | Nemours — Cité scolaire ⥋ Grez-sur-Loing — Centre Grez                                                      | Nemours — Cité scolaire ⥋ Grez-sur-Loing — Centre Grez                                                      |
| 3532  | Ouverture / Fermeture — / — | Longueur —                                                                                                  | Durée 25 min                                                                                                | Nb. d’arrêts 8                                                                                              | Matériel —                                                                                                  | Jours de fonctionnement L, Ma, Me, J, V                                                                     | Jour / Soir / Nuit / Fêtes O / N / N / N                                                                    | Voy. / an —                                                                                                 | Dépôt — |
| 3532  | Desserte : - Villes et lieux desservis : Nemours, Saint-Pierre-lès-Nemours et Grez-sur-Loing - Gare desservie : Nemours - Saint-Pierre | | | | | | | | |
| 3532  | Autre : - Zone traversée : 5 - Arrêts non accessibles aux UFR : — - Amplitudes horaires : La ligne fonctionne du lundi au vendredi en période scolaire à raison de courses le matin vers Nemours et un retour le soir, sauf le mercredi, vers Grez. - Date de dernière mise à jour : 10 mars 2023.                                                        | | | | | | | | |
| 3532  | Dernière actualisation : — | | | | | | | | |
| 3533  | Nemours — Cité scolaire ⥋ Montigny-sur-Loing — Place Parodi | Nemours — Cité scolaire ⥋ Montigny-sur-Loing — Place Parodi                                                 | Nemours — Cité scolaire ⥋ Montigny-sur-Loing — Place Parodi                                                 | Nemours — Cité scolaire ⥋ Montigny-sur-Loing — Place Parodi                                                 | Nemours — Cité scolaire ⥋ Montigny-sur-Loing — Place Parodi                                                 | Nemours — Cité scolaire ⥋ Montigny-sur-Loing — Place Parodi                                                 | Nemours — Cité scolaire ⥋ Montigny-sur-Loing — Place Parodi                                                 | Nemours — Cité scolaire ⥋ Montigny-sur-Loing — Place Parodi                                                 | Nemours — Cité scolaire ⥋ Montigny-sur-Loing — Place Parodi                                                 |
| 3533  | Ouverture / Fermeture — / — | Longueur —                                                                                                  | Durée 40 min                                                                                                | Nb. d’arrêts 19                                                                                             | Matériel —                                                                                                  | Jours de fonctionnement L, Ma, Me, J, V                                                                     | Jour / Soir / Nuit / Fêtes O / N / N / N                                                                    | Voy. / an —                                                                                                 | Dépôt — |
| 3533  | Desserte : - Villes et lieux desservis : Nemours, Saint-Pierre-lès-Nemours, Grez-sur-Loing, Bourron-Marlotte et Montigny-sur-Loing - Gares desservies : Nemours - Saint-Pierre, Bourron-Marlotte - Grez et Montigny-sur-Loing | | | | | | | | |
| 3533  | Autre : - Zone traversée : 5 - Arrêts non accessibles aux UFR : — - Amplitudes horaires : La ligne fonctionne du lundi au vendredi en période scolaire de 6 h 45 à 7 h 25 puis de 16 h 10 à 17 h 55 / de 13 h 15 à 14 h (le mercredi uniquement) - Date de dernière mise à jour : 10 mars 2023.                                                           | | | | | | | | |
| 3533  | Dernière actualisation : — | | | | | | | | |
| 3534  | Nonville — Rue de la Source ⥋ Nemours — Cité scolaire | Nonville — Rue de la Source ⥋ Nemours — Cité scolaire                                                       | Nonville — Rue de la Source ⥋ Nemours — Cité scolaire                                                       | Nonville — Rue de la Source ⥋ Nemours — Cité scolaire                                                       | Nonville — Rue de la Source ⥋ Nemours — Cité scolaire                                                       | Nonville — Rue de la Source ⥋ Nemours — Cité scolaire                                                       | Nonville — Rue de la Source ⥋ Nemours — Cité scolaire                                                       | Nonville — Rue de la Source ⥋ Nemours — Cité scolaire                                                       | Nonville — Rue de la Source ⥋ Nemours — Cité scolaire                                                       |
| 3534  | Ouverture / Fermeture — / — | Longueur —                                                                                                  | Durée 15 min                                                                                                | Nb. d’arrêts 8                                                                                              | Matériel —                                                                                                  | Jours de fonctionnement L, Ma, Me, J, V                                                                     | Jour / Soir / Nuit / Fêtes O / N / N / N                                                                    | Voy. / an —                                                                                                 | Dépôt — |
| 3534  | Desserte : - Villes et lieux desservis : Nonville, Darvault et Nemours | | | | | | | | |
| 3534  | Autre : - Zone traversée : 5 - Arrêts non accessibles aux UFR : — - Amplitudes horaires : La ligne fonctionne du lundi au vendredi en période scolaire de 7 h 35 à 7 h 50 puis de 16 h 15 à 17 h 50 / de 12 h 25 à 12 h 40 (le mercredi uniquement). - Date de dernière mise à jour : 10 mars 2023.                                                       | | | | | | | | |
| 3534  | Dernière actualisation : — | | | | | | | | |
| 3535  | Nemours — Gare Nemours Parvis ⥋ Héricy — LEP Fontaineroux | Nemours — Gare Nemours Parvis ⥋ Héricy — LEP Fontaineroux                                                   | Nemours — Gare Nemours Parvis ⥋ Héricy — LEP Fontaineroux                                                   | Nemours — Gare Nemours Parvis ⥋ Héricy — LEP Fontaineroux                                                   | Nemours — Gare Nemours Parvis ⥋ Héricy — LEP Fontaineroux                                                   | Nemours — Gare Nemours Parvis ⥋ Héricy — LEP Fontaineroux                                                   | Nemours — Gare Nemours Parvis ⥋ Héricy — LEP Fontaineroux                                                   | Nemours — Gare Nemours Parvis ⥋ Héricy — LEP Fontaineroux                                                   | Nemours — Gare Nemours Parvis ⥋ Héricy — LEP Fontaineroux                                                   |
| 3535  | Ouverture / Fermeture — / — | Longueur —                                                                                                  | Durée 75 min                                                                                                | Nb. d’arrêts 30                                                                                             | Matériel —                                                                                                  | Jours de fonctionnement L, Ma, Me, J, V                                                                     | Jour / Soir / Nuit / Fêtes O / N / N / N                                                                    | Voy. / an —                                                                                                 | Dépôt — |
| 3535  | Desserte : - Villes et lieux desservis : Saint-Pierre-lès-Nemours, Nemours, Darvault, Nonville, La Genevraye, Épisy, Moret-Loing-et-Orvanne, Veneux-les-Sablons, Thomery, Champagne-sur-Seine et Héricy - Gares desservies : Nemours - Saint-Pierre, Moret - Veneux-les-Sablons et Champagne-sur-Seine                                                    | | | | | | | | |
| 3535  | Autre : - Zone traversée : 5 - Arrêts non accessibles aux UFR : — - Amplitudes horaires : La ligne fonctionne du lundi au vendredi en période scolaire de 7 h 15 à 8 h 30 puis de 17 h 25 à 18 h 35 / de 13 h à 14 h 10 (le mercredi uniquement). - Date de dernière mise à jour : 10 mars 2023.                                                          | | | | | | | | |
| 3535  | Dernière actualisation : — | | | | | | | | |
| 3536  | Nemours — Gare SNCF (Carnot) ⥋ Gare de Champagne-sur-Seine (le soir) / Héricy — LEP Fontaineroux (le matin) | Nemours — Gare SNCF (Carnot) ⥋ Gare de Champagne-sur-Seine (le soir) / Héricy — LEP Fontaineroux (le matin) | Nemours — Gare SNCF (Carnot) ⥋ Gare de Champagne-sur-Seine (le soir) / Héricy — LEP Fontaineroux (le matin) | Nemours — Gare SNCF (Carnot) ⥋ Gare de Champagne-sur-Seine (le soir) / Héricy — LEP Fontaineroux (le matin) | Nemours — Gare SNCF (Carnot) ⥋ Gare de Champagne-sur-Seine (le soir) / Héricy — LEP Fontaineroux (le matin) | Nemours — Gare SNCF (Carnot) ⥋ Gare de Champagne-sur-Seine (le soir) / Héricy — LEP Fontaineroux (le matin) | Nemours — Gare SNCF (Carnot) ⥋ Gare de Champagne-sur-Seine (le soir) / Héricy — LEP Fontaineroux (le matin) | Nemours — Gare SNCF (Carnot) ⥋ Gare de Champagne-sur-Seine (le soir) / Héricy — LEP Fontaineroux (le matin) | Nemours — Gare SNCF (Carnot) ⥋ Gare de Champagne-sur-Seine (le soir) / Héricy — LEP Fontaineroux (le matin) |
| 3536  | Ouverture / Fermeture — / — | Longueur —                                                                                                  | Durée 50-60 min                                                                                             | Nb. d’arrêts 24                                                                                             | Matériel —                                                                                                  | Jours de fonctionnement L, Ma, Me, J, V                                                                     | Jour / Soir / Nuit / Fêtes O / N / N / N                                                                    | Voy. / an —                                                                                                 | Dépôt — |
| 3536  | Desserte : - Villes et lieux desservis : Saint-Pierre-lès-Nemours, Nemours, Montcourt-Fromonville, Bourron-Marlotte, Montigny-sur-Loing, Moret-Loing-et-Orvanne, Champagne-sur-Seine et Héricy - Gares desservies : Nemours - Saint-Pierre, Bourron-Marlotte - Grez, Montigny-sur-Loing et Champagne-sur-Seine                                            | | | | | | | | |
| 3536  | Autre : - Zone traversée : 5 - Arrêts non accessibles aux UFR : — - Amplitudes horaires : La ligne fonctionne du lundi au vendredi en période scolaire de 7 h 30 à 8 h 30 puis de 17 h 15 à 18 h 35 / de 13 h 15 à 14 h (le mercredi uniquement). - Date de dernière mise à jour : 10 mars 2023.                                                          | | | | | | | | |
| 3536  | Dernière actualisation : — | | | | | | | | |
| 3537  | Gare Souppes ⥋ Héricy — LEP Fontaineroux | Gare Souppes ⥋ Héricy — LEP Fontaineroux                                                                    | Gare Souppes ⥋ Héricy — LEP Fontaineroux                                                                    | Gare Souppes ⥋ Héricy — LEP Fontaineroux                                                                    | Gare Souppes ⥋ Héricy — LEP Fontaineroux                                                                    | Gare Souppes ⥋ Héricy — LEP Fontaineroux                                                                    | Gare Souppes ⥋ Héricy — LEP Fontaineroux                                                                    | Gare Souppes ⥋ Héricy — LEP Fontaineroux                                                                    | Gare Souppes ⥋ Héricy — LEP Fontaineroux                                                                    |
| 3537  | Ouverture / Fermeture — / — | Longueur —                                                                                                  | Durée 55-60 min                                                                                             | Nb. d’arrêts 15                                                                                             | Matériel —                                                                                                  | Jours de fonctionnement L, Ma, Me, J, V                                                                     | Jour / Soir / Nuit / Fêtes O / N / N / N                                                                    | Voy. / an —                                                                                                 | Dépôt — |
| 3537  | Desserte : - Villes et lieux desservis : Souppes-sur-Loing, Bagneaux-sur-Loing, Poligny, Nemours, Grez-sur-Loing, Champagne-sur-Seine et Héricy - Gares desservies : Souppes - Château-Landon et Champagne-sur-Seine | | | | | | | | |
| 3537  | Autre : - Zone traversée : 5 - Arrêts non accessibles aux UFR : — - Amplitudes horaires : La ligne fonctionne du lundi au vendredi en période scolaire de 7 h 30 à 8 h 25 puis de 13 h à 14 h / de 17 h 25 à 18 h 30 (le mercredi uniquement). - Date de dernière mise à jour : 10 mars 2023.                                                             | | | | | | | | |
| 3537  | Dernière actualisation : — | | | | | | | | |

### Lignes de 3540 à 3549
| Ligne | Caractéristiques | Caractéristiques                                                                                           | Caractéristiques                                                                                           | Caractéristiques                                                                                           | Caractéristiques                                                                                           | Caractéristiques                                                                                           | Caractéristiques                                                                                           | Caractéristiques                                                                                           | Caractéristiques                                                                                           |
| 3540  | Nemours — Gare Nemours Parvis / Nemours — Cité scolaire (en période scolaire) ⥋ Villebéon — Passy | Nemours — Gare Nemours Parvis / Nemours — Cité scolaire (en période scolaire) ⥋ Villebéon — Passy          | Nemours — Gare Nemours Parvis / Nemours — Cité scolaire (en période scolaire) ⥋ Villebéon — Passy          | Nemours — Gare Nemours Parvis / Nemours — Cité scolaire (en période scolaire) ⥋ Villebéon — Passy          | Nemours — Gare Nemours Parvis / Nemours — Cité scolaire (en période scolaire) ⥋ Villebéon — Passy          | Nemours — Gare Nemours Parvis / Nemours — Cité scolaire (en période scolaire) ⥋ Villebéon — Passy          | Nemours — Gare Nemours Parvis / Nemours — Cité scolaire (en période scolaire) ⥋ Villebéon — Passy          | Nemours — Gare Nemours Parvis / Nemours — Cité scolaire (en période scolaire) ⥋ Villebéon — Passy          | Nemours — Gare Nemours Parvis / Nemours — Cité scolaire (en période scolaire) ⥋ Villebéon — Passy          |
| ----- | --- | --- | --- | --- | --- | --- | --- | --- | --- |
| 3540  | Ouverture / Fermeture — / — | Longueur —                                                                                                 | Durée 35-60 min                                                                                            | Nb. d’arrêts 27                                                                                            | Matériel —                                                                                                 | Jours de fonctionnement L, Ma, Me, J, V                                                                    | Jour / Soir / Nuit / Fêtes O / N / N / N                                                                   | Voy. / an —                                                                                                | Dépôt — |
| 3540  | Desserte : - Villes et lieux desservis : Nemours, Saint-Pierre-lès-Nemours, Poligny, Nanteau-sur-Lunain, Darvault, Nonville, Treuzy-Levelay, Paley, Lorrez-le-Bocage-Préaux, Vaux-sur-Lunain et Villebéon - Gare desservie : Nemours - Saint-Pierre | | | | | | | | |
| 3540  | Autre : - Zone traversée : 5 - Arrêts non accessibles aux UFR : — - Amplitudes horaires : La ligne fonctionne : - du lundi au vendredi en période scolaire de 5 h 45 à 8 h 45 puis de 16 h 15 à 20 h / de 12 h 15 à 20 h (le mercredi uniquement) ; - du lundi au vendredi en période de vacances scolaires de 5 h 45 à 6 h 25 puis de 18 h 40 à 20 h. - Date de dernière mise à jour : 10 mars 2023. | | | | | | | | |
| 3540  | Dernière actualisation : — | | | | | | | | |
| 3541  | Nemours — Gare Nemours Parvis / Nemours — Cité scolaire (en période scolaire) ⥋ Blennes — Centre - Launoy | Nemours — Gare Nemours Parvis / Nemours — Cité scolaire (en période scolaire) ⥋ Blennes — Centre - Launoy  | Nemours — Gare Nemours Parvis / Nemours — Cité scolaire (en période scolaire) ⥋ Blennes — Centre - Launoy  | Nemours — Gare Nemours Parvis / Nemours — Cité scolaire (en période scolaire) ⥋ Blennes — Centre - Launoy  | Nemours — Gare Nemours Parvis / Nemours — Cité scolaire (en période scolaire) ⥋ Blennes — Centre - Launoy  | Nemours — Gare Nemours Parvis / Nemours — Cité scolaire (en période scolaire) ⥋ Blennes — Centre - Launoy  | Nemours — Gare Nemours Parvis / Nemours — Cité scolaire (en période scolaire) ⥋ Blennes — Centre - Launoy  | Nemours — Gare Nemours Parvis / Nemours — Cité scolaire (en période scolaire) ⥋ Blennes — Centre - Launoy  | Nemours — Gare Nemours Parvis / Nemours — Cité scolaire (en période scolaire) ⥋ Blennes — Centre - Launoy  |
| 3541  | Ouverture / Fermeture — / — | Longueur —                                                                                                 | Durée 50-80 min                                                                                            | Nb. d’arrêts 25                                                                                            | Matériel —                                                                                                 | Jours de fonctionnement L, Ma, Me, J, V                                                                    | Jour / Soir / Nuit / Fêtes O / N / N / N                                                                   | Voy. / an —                                                                                                | Dépôt — |
| 3541  | Desserte : - Villes et lieux desservis : Blennes, Chevry-en-Sereine, Voulx, Saint-Ange-le-Viel, Villemaréchal, Treuzy-Levelay, Nonville, Darvault, Saint-Pierre-lès-Nemours et Nemours - Gare desservie : Nemours - Saint-Pierre | | | | | | | | |
| 3541  | Autre : - Zone traversée : 5 - Arrêts non accessibles aux UFR : — - Amplitudes horaires : La ligne fonctionne : - du lundi au vendredi en période scolaire de 6 h 30 à 8 h 50 puis de 16 h 15 à 19 h / 12 h 15 à 19 h (le mercredi uniquement) ; - du lundi au vendredi en période de vacances scolaires de 6 h 30 à 7 h 25 puis de 18 h à 19 h. - Date de dernière mise à jour : 10 mars 2023. | | | | | | | | |
| 3541  | Dernière actualisation : — | | | | | | | | |
| 3542  | Nemours — Cité scolaire ⥋ Diant — Mairie | Nemours — Cité scolaire ⥋ Diant — Mairie                                                                   | Nemours — Cité scolaire ⥋ Diant — Mairie                                                                   | Nemours — Cité scolaire ⥋ Diant — Mairie                                                                   | Nemours — Cité scolaire ⥋ Diant — Mairie                                                                   | Nemours — Cité scolaire ⥋ Diant — Mairie                                                                   | Nemours — Cité scolaire ⥋ Diant — Mairie                                                                   | Nemours — Cité scolaire ⥋ Diant — Mairie                                                                   | Nemours — Cité scolaire ⥋ Diant — Mairie                                                                   |
| 3542  | Ouverture / Fermeture — / — | Longueur —                                                                                                 | Durée 55 min                                                                                               | Nb. d’arrêts 14                                                                                            | Matériel —                                                                                                 | Jours de fonctionnement L, Ma, Me, J, V                                                                    | Jour / Soir / Nuit / Fêtes O / N / N / N                                                                   | Voy. / an —                                                                                                | Dépôt — |
| 3542  | Desserte : - Villes et lieux desservis : Nemours, Treuzy-Levelay, Villemaréchal, Dormelles, Flagy, Thoury-Férottes, Voulx et Diant | | | | | | | | |
| 3542  | Autre : - Zone traversée : 5 - Arrêts non accessibles aux UFR : — - Amplitudes horaires : La ligne fonctionne du lundi au vendredi en période scolaire de 6 h 55 à 7 h 50 puis de 17 h 15 à 18 h 10 / de 13 h 15 à 14 h 10 (le mercredi uniquement). - Date de dernière mise à jour : 10 mars 2023. | | | | | | | | |
| 3542  | Dernière actualisation : — | | | | | | | | |
| 3543  | Bransles — Aristide Briand ⥋ Nemours — Gare Nemours Parvis / Nemours — Cité scolaire (en période scolaire) | Bransles — Aristide Briand ⥋ Nemours — Gare Nemours Parvis / Nemours — Cité scolaire (en période scolaire) | Bransles — Aristide Briand ⥋ Nemours — Gare Nemours Parvis / Nemours — Cité scolaire (en période scolaire) | Bransles — Aristide Briand ⥋ Nemours — Gare Nemours Parvis / Nemours — Cité scolaire (en période scolaire) | Bransles — Aristide Briand ⥋ Nemours — Gare Nemours Parvis / Nemours — Cité scolaire (en période scolaire) | Bransles — Aristide Briand ⥋ Nemours — Gare Nemours Parvis / Nemours — Cité scolaire (en période scolaire) | Bransles — Aristide Briand ⥋ Nemours — Gare Nemours Parvis / Nemours — Cité scolaire (en période scolaire) | Bransles — Aristide Briand ⥋ Nemours — Gare Nemours Parvis / Nemours — Cité scolaire (en période scolaire) | Bransles — Aristide Briand ⥋ Nemours — Gare Nemours Parvis / Nemours — Cité scolaire (en période scolaire) |
| 3543  | Ouverture / Fermeture — / — | Longueur —                                                                                                 | Durée 50 min                                                                                               | Nb. d’arrêts 16 (17)                                                                                       | Matériel —                                                                                                 | Jours de fonctionnement L, Ma, Me, J, V                                                                    | Jour / Soir / Nuit / Fêtes O / N / N / N                                                                   | Voy. / an —                                                                                                | Dépôt — |
| 3543  | Desserte : - Villes et lieux desservis : Bransles, Égreville, Chaintreaux, Remauville, Poligny, Nemours et Saint-Pierre-lès-Nemours - Gare desservie : Nemours - Saint-Pierre | | | | | | | | |
| 3543  | Autre : - Zone traversée : 5 - Arrêts non accessibles aux UFR : — - Amplitudes horaires : La ligne fonctionne : - le lundi, mardi, jeudi et vendredi en période scolaire de 5 h 45 à 9 h puis de 16 h 15 à 20 h ; - le mercredi en période scolaire de 5 h 45 à 9 h 45 puis de 11 h 30 à 14 h 15 puis de 17 h 25 à 20 h ; - le lundi, mardi, jeudi et vendredi en période de vacances scolaires de 5 h 45 à 7 h 25 puis de 17 h 55 à 20 h ; - le mercredi en période de vacances scolaires de 5 h 45 à 9 h 45 puis de 11 h 30 à 12 h 15 puis de 17 h 55 à 20 h. - Date de dernière mise à jour : 10 mars 2023. | | | | | | | | |
| 3543  | Dernière actualisation : — | | | | | | | | |
| 3544  | Saint-Pierre-lès-Nemours — Puiselet ⥋ Montereau-Fault-Yonne — Flora Tristan | Saint-Pierre-lès-Nemours — Puiselet ⥋ Montereau-Fault-Yonne — Flora Tristan                                | Saint-Pierre-lès-Nemours — Puiselet ⥋ Montereau-Fault-Yonne — Flora Tristan                                | Saint-Pierre-lès-Nemours — Puiselet ⥋ Montereau-Fault-Yonne — Flora Tristan                                | Saint-Pierre-lès-Nemours — Puiselet ⥋ Montereau-Fault-Yonne — Flora Tristan                                | Saint-Pierre-lès-Nemours — Puiselet ⥋ Montereau-Fault-Yonne — Flora Tristan                                | Saint-Pierre-lès-Nemours — Puiselet ⥋ Montereau-Fault-Yonne — Flora Tristan                                | Saint-Pierre-lès-Nemours — Puiselet ⥋ Montereau-Fault-Yonne — Flora Tristan                                | Saint-Pierre-lès-Nemours — Puiselet ⥋ Montereau-Fault-Yonne — Flora Tristan                                |
| 3544  | Ouverture / Fermeture — / — | Longueur —                                                                                                 | Durée 60 min                                                                                               | Nb. d’arrêts 22                                                                                            | Matériel —                                                                                                 | Jours de fonctionnement L, Ma, Me, J, V                                                                    | Jour / Soir / Nuit / Fêtes O / N / N / N                                                                   | Voy. / an —                                                                                                | Dépôt — |
| 3544  | Desserte : - Villes et lieux desservis : Saint-Pierre-lès-Nemours, Nemours, Montcourt-Fromonville, La Genevraye, Nonville, Villemer, Villecerf, Varennes-sur-Seine et Montereau-Fault-Yonne - Gare desservie : Nemours - Saint-Pierre | | | | | | | | |
| 3544  | Autre : - Zone traversée : 5 - Arrêts non accessibles aux UFR : — - Amplitudes horaires : La ligne fonctionne du lundi au vendredi en période scolaire de 7 h 10 à 8 h 10 puis de 18 h 20 à 19 h 20 / de 13 h 20 à 14 h 20 (le mercredi uniquement). - Date de dernière mise à jour : 10 mars 2023. | | | | | | | | |
| 3544  | Dernière actualisation : — | | | | | | | | |
| 3546  | Nemours — Gare SNCF (Foljuif) ⥋ Montereau-Fault-Yonne — André Malraux | Nemours — Gare SNCF (Foljuif) ⥋ Montereau-Fault-Yonne — André Malraux                                      | Nemours — Gare SNCF (Foljuif) ⥋ Montereau-Fault-Yonne — André Malraux                                      | Nemours — Gare SNCF (Foljuif) ⥋ Montereau-Fault-Yonne — André Malraux                                      | Nemours — Gare SNCF (Foljuif) ⥋ Montereau-Fault-Yonne — André Malraux                                      | Nemours — Gare SNCF (Foljuif) ⥋ Montereau-Fault-Yonne — André Malraux                                      | Nemours — Gare SNCF (Foljuif) ⥋ Montereau-Fault-Yonne — André Malraux                                      | Nemours — Gare SNCF (Foljuif) ⥋ Montereau-Fault-Yonne — André Malraux                                      | Nemours — Gare SNCF (Foljuif) ⥋ Montereau-Fault-Yonne — André Malraux                                      |
| 3546  | Ouverture / Fermeture — / — | Longueur —                                                                                                 | Durée 80-95 min                                                                                            | Nb. d’arrêts 36                                                                                            | Matériel —                                                                                                 | Jours de fonctionnement L, Ma, Me, J, V                                                                    | Jour / Soir / Nuit / Fêtes O / N / N / N                                                                   | Voy. / an —                                                                                                | Dépôt — |
| 3546  | Desserte : - Villes et lieux desservis : Saint-Pierre-lès-Nemours, Grez-sur-Loing, Bourron-Marlotte, Montigny-sur-Loing, Épisy, Moret-Loing-et-Orvanne, Varennes-sur-Seine et Montereau-Fault-Yonne - Gares desservies : Nemours - Saint-Pierre et Montigny-sur-Loing | | | | | | | | |
| 3546  | Autre : - Zone traversée : 5 - Arrêts non accessibles aux UFR : — - Amplitudes horaires : La ligne fonctionne du lundi au vendredi en période scolaire de 7 h 10 à 8 h 25 puis de 18 h 10 à 19 h 20 / de 13 h 10 à 14 h 20 (le mercredi uniquement). - Date de dernière mise à jour : 10 mars 2023. | | | | | | | | |
| 3546  | Dernière actualisation : — | | | | | | | | |
| 3547  | Nemours — Gare Nemours Parvis ⥋ Varennes-sur-Seine — Centre commercial Bréau | Nemours — Gare Nemours Parvis ⥋ Varennes-sur-Seine — Centre commercial Bréau                               | Nemours — Gare Nemours Parvis ⥋ Varennes-sur-Seine — Centre commercial Bréau                               | Nemours — Gare Nemours Parvis ⥋ Varennes-sur-Seine — Centre commercial Bréau                               | Nemours — Gare Nemours Parvis ⥋ Varennes-sur-Seine — Centre commercial Bréau                               | Nemours — Gare Nemours Parvis ⥋ Varennes-sur-Seine — Centre commercial Bréau                               | Nemours — Gare Nemours Parvis ⥋ Varennes-sur-Seine — Centre commercial Bréau                               | Nemours — Gare Nemours Parvis ⥋ Varennes-sur-Seine — Centre commercial Bréau                               | Nemours — Gare Nemours Parvis ⥋ Varennes-sur-Seine — Centre commercial Bréau                               |
| 3547  | Ouverture / Fermeture — / — | Longueur —                                                                                                 | Durée 50 min                                                                                               | Nb. d’arrêts 17                                                                                            | Matériel —                                                                                                 | Jours de fonctionnement L, Ma, Me, J, V, S                                                                 | Jour / Soir / Nuit / Fêtes O / N / N / N                                                                   | Voy. / an —                                                                                                | Dépôt — |
| 3547  | Desserte : - Villes et lieux desservis : Saint-Pierre-lès-Nemours, Nemours, Darvault, Nonville, Treuzy-Levelay, Villemer, Villecerf, Ville-Saint-Jacques, Montereau-Fault-Yonne et Varennes-sur-Seine - Gares desservies : Nemours - Saint-Pierre et Montereau | | | | | | | | |
| 3547  | Autre : - Zone traversée : 5 - Arrêts non accessibles aux UFR : — - Amplitudes horaires : La ligne fonctionne du lundi au vendredi de 6 h 50 à 20 h 10 et le samedi de 12 h 35 à 20 h 10. - Date de dernière mise à jour : 10 mars 2023. | | | | | | | | |
| 3547  | Dernière actualisation : — | | | | | | | | |

### Lignes 3550 à 3459
| Ligne | Caractéristiques | Caractéristiques | Caractéristiques | Caractéristiques | Caractéristiques | Caractéristiques | Caractéristiques | Caractéristiques | Caractéristiques |
| 3550  | Nanteau-sur-Essonne — Mairie ⥋ La Chapelle-la-Reine — Gare routière (Collège Blanche de Castille) Boissy-aux-Cailles — Mainbervilliers ⥋ La Chapelle-la-Reine — École (desserte secondaire) | Nanteau-sur-Essonne — Mairie ⥋ La Chapelle-la-Reine — Gare routière (Collège Blanche de Castille) Boissy-aux-Cailles — Mainbervilliers ⥋ La Chapelle-la-Reine — École (desserte secondaire) | Nanteau-sur-Essonne — Mairie ⥋ La Chapelle-la-Reine — Gare routière (Collège Blanche de Castille) Boissy-aux-Cailles — Mainbervilliers ⥋ La Chapelle-la-Reine — École (desserte secondaire) | Nanteau-sur-Essonne — Mairie ⥋ La Chapelle-la-Reine — Gare routière (Collège Blanche de Castille) Boissy-aux-Cailles — Mainbervilliers ⥋ La Chapelle-la-Reine — École (desserte secondaire) | Nanteau-sur-Essonne — Mairie ⥋ La Chapelle-la-Reine — Gare routière (Collège Blanche de Castille) Boissy-aux-Cailles — Mainbervilliers ⥋ La Chapelle-la-Reine — École (desserte secondaire) | Nanteau-sur-Essonne — Mairie ⥋ La Chapelle-la-Reine — Gare routière (Collège Blanche de Castille) Boissy-aux-Cailles — Mainbervilliers ⥋ La Chapelle-la-Reine — École (desserte secondaire) | Nanteau-sur-Essonne — Mairie ⥋ La Chapelle-la-Reine — Gare routière (Collège Blanche de Castille) Boissy-aux-Cailles — Mainbervilliers ⥋ La Chapelle-la-Reine — École (desserte secondaire) | Nanteau-sur-Essonne — Mairie ⥋ La Chapelle-la-Reine — Gare routière (Collège Blanche de Castille) Boissy-aux-Cailles — Mainbervilliers ⥋ La Chapelle-la-Reine — École (desserte secondaire) | Nanteau-sur-Essonne — Mairie ⥋ La Chapelle-la-Reine — Gare routière (Collège Blanche de Castille) Boissy-aux-Cailles — Mainbervilliers ⥋ La Chapelle-la-Reine — École (desserte secondaire) |
| ----- | --- | --- | --- | --- | --- | --- | --- | --- | --- |
| 3550  | Ouverture / Fermeture — / — | Longueur — | Durée 20-35 min | Nb. d’arrêts 12 | Matériel — | Jours de fonctionnement L, Ma, Me, J, V, S | Jour / Soir / Nuit / Fêtes O / N / N / N | Voy. / an — | Dépôt — |
| 3550  | Desserte : - Villes et lieux desservis : Nanteau-sur-Essonne, Buthiers, Boissy-aux-Cailles et La Chapelle-la-Reine | | | | | | | | |
| 3550  | Autre : - Zone traversée : 5 - Arrêts non accessibles aux UFR : — - Amplitudes horaires : La ligne fonctionne : - le lundi, mardi, jeudi et vendredi en période scolaire de 6 h 50 à 8 h 50 puis de 14 h 40 à 19 h 15 ; - le mercredi en période scolaire de 6 h 50 à 8 h 25 puis de 12 h 40 à 14 h 5 ; - le samedi en période scolaire de 6 h 50 à 7 h 20 puis de 13 h 20 à 13 h 55. - Date de dernière mise à jour : 6 août 2024. | | | | | | | | |
| 3550  | Dernière actualisation : — | | | | | | | | |
| 3556  | Roncevaux — Vieille ligne ⥋ La Chapelle-la-Reine — Gare routière (Collège Blanche de Castille) | Roncevaux — Vieille ligne ⥋ La Chapelle-la-Reine — Gare routière (Collège Blanche de Castille)                                                                                              | Roncevaux — Vieille ligne ⥋ La Chapelle-la-Reine — Gare routière (Collège Blanche de Castille)                                                                                              | Roncevaux — Vieille ligne ⥋ La Chapelle-la-Reine — Gare routière (Collège Blanche de Castille)                                                                                              | Roncevaux — Vieille ligne ⥋ La Chapelle-la-Reine — Gare routière (Collège Blanche de Castille)                                                                                              | Roncevaux — Vieille ligne ⥋ La Chapelle-la-Reine — Gare routière (Collège Blanche de Castille)                                                                                              | Roncevaux — Vieille ligne ⥋ La Chapelle-la-Reine — Gare routière (Collège Blanche de Castille)                                                                                              | Roncevaux — Vieille ligne ⥋ La Chapelle-la-Reine — Gare routière (Collège Blanche de Castille)                                                                                              | Roncevaux — Vieille ligne ⥋ La Chapelle-la-Reine — Gare routière (Collège Blanche de Castille)                                                                                              |
| 3556  | Ouverture / Fermeture — / — | Longueur — | Durée 35-40 min | Nb. d’arrêts 10 | Matériel — | Jours de fonctionnement L, Ma, Me, J, V, S | Jour / Soir / Nuit / Fêtes O / N / N / N | Voy. / an — | Dépôt — |
| 3556  | Desserte : - Villes et lieux desservis : Buthiers, Boulancourt, Fromont, Rumont, Amponville et La Chapelle-la-Reine | | | | | | | | |
| 3556  | Autre : - Zone traversée : 5 - Arrêts non accessibles aux UFR : — - Amplitudes horaires : La ligne fonctionne : - du lundi au vendredi en période scolaire de 6 h 40 à 8 h 20 puis de 14 h 40 à 19 h 20 / de 12 h 40 à 14 h 6 (le mercredi uniquement) - le samedi de 6 h 40 à 7 h 20 puis de 13 h 20 à 13 h 55. - Date de dernière mise à jour : 6 août 2024.                                                                      | | | | | | | | |
| 3556  | Dernière actualisation : — | | | | | | | | |
| 3557  | Burcy ⥋ La Chapelle-la-Reine — Gare routière (Collège Blanche de Castille) | Burcy ⥋ La Chapelle-la-Reine — Gare routière (Collège Blanche de Castille) | Burcy ⥋ La Chapelle-la-Reine — Gare routière (Collège Blanche de Castille) | Burcy ⥋ La Chapelle-la-Reine — Gare routière (Collège Blanche de Castille) | Burcy ⥋ La Chapelle-la-Reine — Gare routière (Collège Blanche de Castille) | Burcy ⥋ La Chapelle-la-Reine — Gare routière (Collège Blanche de Castille) | Burcy ⥋ La Chapelle-la-Reine — Gare routière (Collège Blanche de Castille) | Burcy ⥋ La Chapelle-la-Reine — Gare routière (Collège Blanche de Castille) | Burcy ⥋ La Chapelle-la-Reine — Gare routière (Collège Blanche de Castille) |
| 3557  | Ouverture / Fermeture — / — | Longueur — | Durée 25-30 min | Nb. d’arrêts 7 | Matériel — | Jours de fonctionnement L, Ma, Me, J, V, S | Jour / Soir / Nuit / Fêtes O / N / N / N | Voy. / an — | Dépôt — |
| 3557  | Desserte : - Villes et lieux desservis : Burcy, Garentreville, Guercheville, Larchant et La Chapelle-la-Reine | | | | | | | | |
| 3557  | Autre : - Zone traversée : 5 - Arrêts non accessibles aux UFR : — - Amplitudes horaires : La ligne fonctionne en période scolaire : - du lundi au vendredi de 6 h 55 à 8 h 20 puis de 16 h 35 à 19 h 10 / de 12 h 40 à 14 h 0 (le mercredi uniquement) - le samedi de 6 h 55 à 7 h 20 puis de 13 h 20 à 13 h 50. - Date de dernière mise à jour : 6 août 2024.                                                                      | | | | | | | | |
| 3557  | Dernière actualisation : — | | | | | | | | |
| 3559  | La Chapelle-la-Reine — Gare routière ⥋ Nemours - Cité Scolaire | La Chapelle-la-Reine — Gare routière ⥋ Nemours - Cité Scolaire | La Chapelle-la-Reine — Gare routière ⥋ Nemours - Cité Scolaire | La Chapelle-la-Reine — Gare routière ⥋ Nemours - Cité Scolaire | La Chapelle-la-Reine — Gare routière ⥋ Nemours - Cité Scolaire | La Chapelle-la-Reine — Gare routière ⥋ Nemours - Cité Scolaire | La Chapelle-la-Reine — Gare routière ⥋ Nemours - Cité Scolaire | La Chapelle-la-Reine — Gare routière ⥋ Nemours - Cité Scolaire | La Chapelle-la-Reine — Gare routière ⥋ Nemours - Cité Scolaire |
| 3559  | Ouverture / Fermeture — / — | Longueur — | Durée 25-30 min | Nb. d’arrêts 7 | Matériel — | Jours de fonctionnement L, Ma, Me, J, V | Jour / Soir / Nuit / Fêtes O / N / N / N | Voy. / an — | Dépôt — |
| 3559  | Desserte : - Villes et lieux desservis : La Chapelle-la-Reine, Larchant, Saint-Pierre-lès-Nemours et Nemours - Gare desservie : Nemours - Saint-Pierre | | | | | | | | |
| 3559  | Autre : - Zone traversée : 5 - Arrêts non accessibles aux UFR : — - Amplitudes horaires : La ligne fonctionne en période scolaire du lundi au vendredi de 7 h 25 à 7 h 50 puis de 17 h 25 à 17 h 54 / de 12 h 10 à 12 h 39 (le mercredi uniquement). - Particularités : - Date de dernière mise à jour : 6 août 2024. | | | | | | | | |
| 3559  | Dernière actualisation : — | | | | | | | | |

### Lignes de soirée
| Ligne  | Caractéristiques | Caractéristiques                                     | Caractéristiques                                     | Caractéristiques                                     | Caractéristiques                                     | Caractéristiques                                     | Caractéristiques                                     | Caractéristiques                                     | Caractéristiques                                     |
| Soirée | Soirée Nemours | Soirée Nemours                                       | Soirée Nemours                                       | Soirée Nemours                                       | Soirée Nemours                                       | Soirée Nemours                                       | Soirée Nemours                                       | Soirée Nemours                                       | Soirée Nemours                                       |
| Soirée | Gare de Nemours - Saint-Pierre ⥋ desserte de Nemours | Gare de Nemours - Saint-Pierre ⥋ desserte de Nemours | Gare de Nemours - Saint-Pierre ⥋ desserte de Nemours | Gare de Nemours - Saint-Pierre ⥋ desserte de Nemours | Gare de Nemours - Saint-Pierre ⥋ desserte de Nemours | Gare de Nemours - Saint-Pierre ⥋ desserte de Nemours | Gare de Nemours - Saint-Pierre ⥋ desserte de Nemours | Gare de Nemours - Saint-Pierre ⥋ desserte de Nemours | Gare de Nemours - Saint-Pierre ⥋ desserte de Nemours |
| ------ | --- | ---------------------------------------------------- | ---------------------------------------------------- | ---------------------------------------------------- | ---------------------------------------------------- | ---------------------------------------------------- | ---------------------------------------------------- | ---------------------------------------------------- | ---------------------------------------------------- |
| Soirée | Ouverture / Fermeture 1er août 2023 / — | Longueur —                                           | Durée —                                              | Nb. d’arrêts 22                                      | Matériel —                                           | Jours de fonctionnement L, Ma, Me, J, V, S           | Jour / Soir / Nuit / Fêtes N / O / N / N             | Voy. / an —                                          | Dépôt —                                              |
| Soirée | Desserte : - Ville et lieux desservis : Nemours - Gare desservie : Nemours - Saint-Pierre |                                                      |                                                      |                                                      |                                                      |                                                      |                                                      |                                                      |                                                      |
| Soirée | Autre : - Zones traversées : 5 - Arrêts non accessibles aux UFR : — - Amplitudes horaires : La ligne fonctionne : - du lundi au vendredi à raison de 6 départs entre 21 h 10 et 23 h 40 - le samedi tous les 6 départs sont reculés de 5 minutes - Substitution nocturne : Ce service remplace les lignes de journée et dépose les voyageurs aux arrêts demandés, sans itinéraire fixe. - Date de dernière mise à jour : 6 août 2024. |                                                      |                                                      |                                                      |                                                      |                                                      |                                                      |                                                      |                                                      |
| Soirée | Dernière actualisation : — |                                                      |                                                      |                                                      |                                                      |                                                      |                                                      |                                                      |                                                      |

### Transport à la demande
Le réseau de bus est complété par deux services de transport à la demande : le « TàD Nemours » et le « TàD Nemours Centre ».

## Gestion et exploitation
Les réseaux de transports en commun franciliens sont organisés par Île-de-France Mobilités. L'exploitation du réseau de bus Vallée du Loing - Nemours revient à Transdev Vallée du Loing depuis le 1er août 2023.

### Parc de véhicules

#### Dépôts
Les dépôts ont pour mission de remiser les différents véhicules, mais également d'assurer leur entretien préventif et curatif. L'entretien curatif ou correctif a lieu quand une panne ou un dysfonctionnement est signalé par un machiniste.
Le nouvel exploitant récupère les Centres Opérationnels Bus (COB) de Nemours et Souppes-sur-Loing.

#### Détails du parc
Le réseau de bus Vallée du Loing - Nemours dispose d'un parc composé de minibus, autobus standards et autocars interurbains:

#### Minibus
| Constructeur  | Modèle               | Nombre | Numéros de parc | Période de mise en service        | Affectations           | Observations                                |
| ------------- | -------------------- | ------ | --------------- | --------------------------------- | ---------------------- | ------------------------------------------- |
| Mercedes-Benz | Sprinter Mobility 23 | 3      | 239007-239009   | Entre Août 2020 et Septembre 2020 | Transport à la Demande | Ex-Transdev Nemours depuis le 1er août 2023 |

#### Autobus standards
| Constructeur  | Modèle    | Nombre | Numéros de parc        | Période de mise en service            | Affectations             | Observations |
| ------------- | --------- | ------ | ---------------------- | ------------------------------------- | ------------------------ | --- |
| Heuliez Bus   | GX 327    | 7      | 231051 ; 231074-231079 | Entre Octobre 2010 et Janvier 2014    | 3501 3502 3503 3504 3505 | 231051 : Ex-Transdev Interval depuis le 1er août 2023 231074-231077 : Ex-Transdev Nemours depuis le 1er août 2023 231078-231079 : Ex-Transdev TRA depuis le 1er août 2023 |
| Heuliez Bus   | GX 337    | 4      | 231080-231082 ; 231084 | Entre Septembre 2014 et Décembre 2017 | 3501 3502 3503 3504 3505 | Ex-Transdev Nemours depuis le 1er août 2023 |
| Mercedes-Benz | Citaro C2 | 3      | 231083 ; 231085-231086 | Entre Décembre 2017 et Juin 2018      | 3501 3502 3503 3504 3505 | Ex-Transdev Vaux-le-Pénil depuis le 1er août 2023 |

#### Autocars interurbains
| Constructeur  | Modèle                 | Nombre | Numéros de parc                                                                 | Période de mise en service         | Affectations                          | Observations |
| ------------- | ---------------------- | ------ | ------------------------------------------------------------------------------- | ---------------------------------- | ------------------------------------- | --- |
| Irisbus       | Axer                   | 2      | 237224-237225                                                                   | Depuis Avril 2006                  | 3530                                  | Ex-Transdev Nemours depuis le 1er août 2023                                                                                    |
| Irisbus       | Crossway               | 10     | 237228-237230 ; 237233-237234 ; 237236-237238 ; 237243-237244                   | Entre Juillet 2009 et Juillet 2013 | 3530                                  | Ex-Transdev Nemours depuis le 1er août 2023                                                                                    |
| Irisbus       | Evadys H               | 4      | 237239-237242                                                                   | Depuis Juillet 2012                | 3530 34                               | Ex-Transdev Nemours depuis le 1er août 2023                                                                                    |
| Irisbus       | Récréo II              | 1      | 237245                                                                          | Depuis Août 2013                   | -                                     | Ex-Les Cars Bleus depuis le 1er août 2023                                                                                      |
| Iveco Bus     | Crossway High Value    | 36     | 237247-237249 ; 237251-237258 ; 237260-237274 ; 237277-237284 ; 247188 ; 247190 | Entre Août 2014 et Juillet 2020    | 3511 3515 3516 3517 3530 3531 3547 34 | Ex-Transdev Nemours depuis le 1er août 2023 247188 : Ex-Transdev Marne et Morin depuis le 1er août 2023                        |
| Iveco Bus     | Crossway Pop           | 2      | 237246 ; 237250                                                                 | Entre Août 2014 et Septembre 2014  | 3530                                  | Ex-Les Cars Bleus depuis le 1er août 2023                                                                                      |
| MAN           | Lion's Intercity C R62 | 5      | 237223 ; 237275-237276 ; 237285-237286                                          | Entre Août 2019 et Août 2020       | 3530                                  | 237275-237276, 237285-237286 : Ex-Les Cars Bleus depuis le 1er août 2023 237223 : Ex-Les Cars Bleus depuis le 1er octobre 2023 |
| Mercedes-Benz | Integro II M           | 1      | 09053                                                                           | Depuis Juillet 2009                | En réserve                            | Ex-Transdev Nemours depuis le 1er août 2023                                                                                    |
| Mercedes-Benz | Intouro II             | 1      | 237235                                                                          | Depuis Octobre 2011                | -                                     | Ex-Transdev Lieusaint depuis le 1er août 2023                                                                                  |
| Mercedes-Benz | Intouro II E           | 2      | 237231-237232                                                                   | Depuis Juillet 2010                | 3531                                  | Ex-Transdev Nemours depuis le 1er août 2023                                                                                    |
| Mercedes-Benz | Intouro II M           | 1      | 217059                                                                          | Depuis Juillet 2015                | -                                     | Ex-Transdev Saint-Fargeau-Ponthierry depuis le 1er février 2024                                                                |

### Tarification et fonctionnement

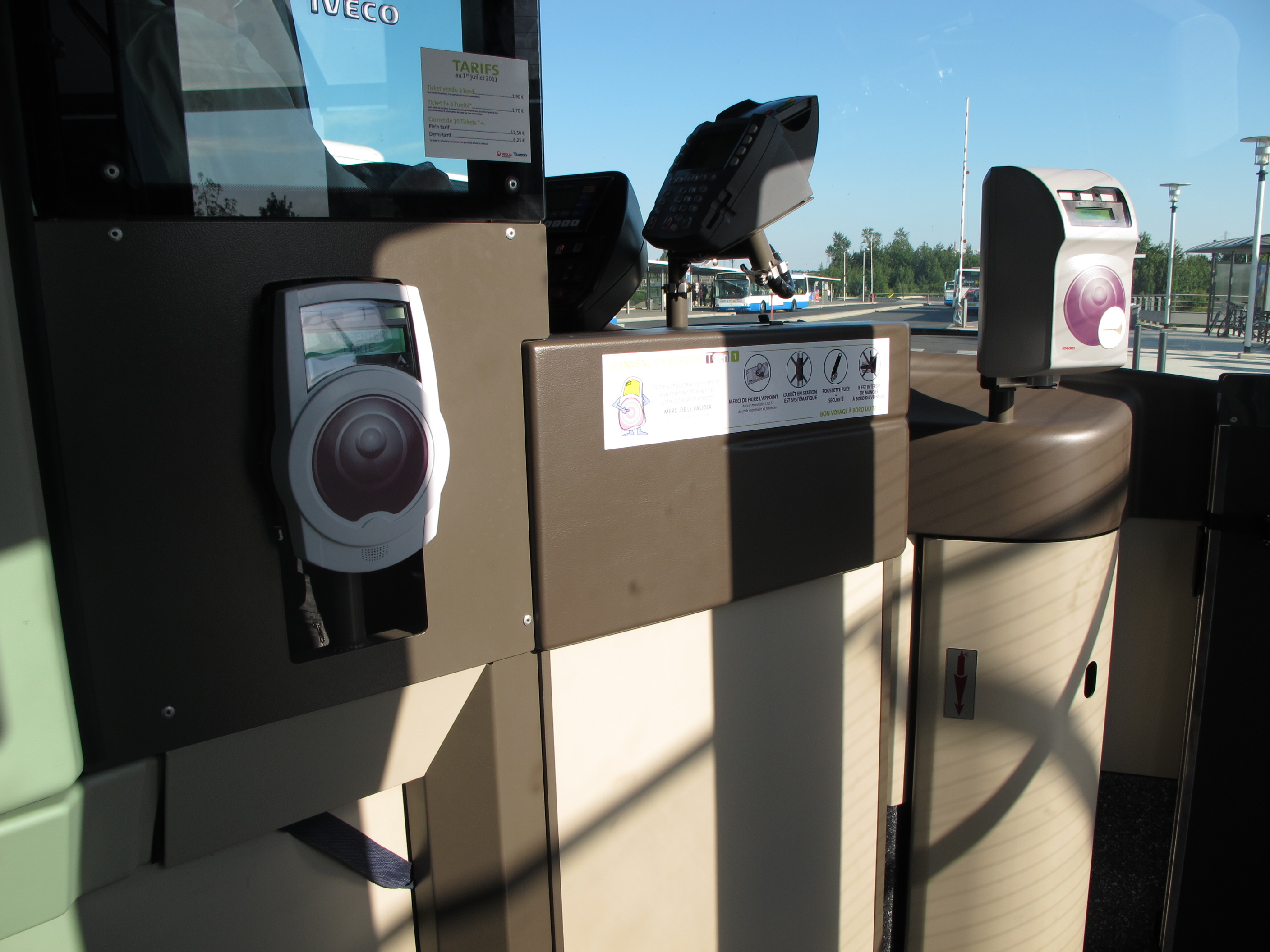
Validateurs pour passes Navigo (à gauche) et pour tickets carton (à droite) présents dans les bus et tramway.

La tarification des lignes d'autobus d'Île-de-France est unifiée et accessible avec les mêmes abonnements. Un ticket « bus-tram », qui remplace le ticket t+ au 1er janvier 2025, permet un trajet simple quelle que soit la distance, avec une ou plusieurs correspondances possibles avec les autres lignes de bus et de tramway pendant une durée maximale de 1 h 30 entre la première et dernière validation. En revanche, un ticket validé dans un bus ne permet pas d'emprunter le métro, ni le Transilien et le RER. Les lignes Orlybus et Roissybus, assurant de façon directe les dessertes aéroportuaires via autoroute, disposent d'une tarification spécifique mais sont accessibles avec les abonnements habituels.
Les tarifs des billets et abonnements dont le montant est limité par décision politique ne couvrent pas les frais réels de transport. Le manque à gagner est compensé par l'autorité organisatrice, Île-de-France Mobilités, présidée depuis 2005 par le président du conseil régional d'Île-de-France et composé d'élus locaux. Elle définit les conditions générales d'exploitation ainsi que la durée et la fréquence des services. L'équilibre financier du fonctionnement est assuré par une dotation globale annuelle aux transporteurs de la région grâce au versement mobilité payé par les entreprises et aux contributions des collectivités publiques.